# Piercia ciliata
Piercia ciliata är en fjärilsart som beskrevs av Antonius Johannes Theodorus Janse 1933. Piercia ciliata ingår i släktet Piercia och familjen mätare. Inga underarter finns listade i Catalogue of Life.